# Paulus Aertsz van Ravesteyn
Paulus Aertsz van Ravesteyn (Noord-Brabant 1586/1587 – Amsterdam 1655) was een boekdrukker en uitgever in Amsterdam en Leiden.

## Stamboom drukkersfamilie Van Ravesteyn
| Aert Claesz              | Aert Claesz              | Aert Claesz              | Aert Claesz              | Aert Claesz                  | Aert Claesz                  |                              |                              | Hester van der Stegen        | Hester van der Stegen        | Hester van der Stegen | Hester van der Stegen | Hester van der Stegen      | Hester van der Stegen      |                            |                            |                            |                            |        |        |        |        |  |  |  |  |                      |                      |                      |                      |                      |                      |  |  |
| Aert Claesz              | Aert Claesz              | Aert Claesz              | Aert Claesz              | Aert Claesz                  | Aert Claesz                  |                              |                              | Hester van der Stegen        | Hester van der Stegen        | Hester van der Stegen | Hester van der Stegen | Hester van der Stegen      | Hester van der Stegen      |                            |                            |                            |                            |        |        |        |        |  |  |  |  |                      |                      |                      |                      |                      |                      |  |  |
|                          |                          |                          |                          |                              |                              |                              |                              |                              |                              |                       |                       |                            |                            |                            |                            |                            |                            |        |        |        |        |  |  |  |  |                      |                      |                      |                      |                      |                      |  |  |
|                          |                          |                          |                          |                              |                              |                              |                              |                              |                              |                       |                       |                            |                            |                            |                            |                            |                            |        |        |        |        |  |  |  |  |                      |                      |                      |                      |                      |                      |  |  |
|                          |                          |                          |                          | Paulus Aertsz (1586/87-1655) | Paulus Aertsz (1586/87-1655) | Paulus Aertsz (1586/87-1655) | Paulus Aertsz (1586/87-1655) | Paulus Aertsz (1586/87-1655) | Paulus Aertsz (1586/87-1655) |                       |                       | Elisabeth Sweerts (1583-…) | Elisabeth Sweerts (1583-…) | Elisabeth Sweerts (1583-…) | Elisabeth Sweerts (1583-…) | Elisabeth Sweerts (1583-…) | Elisabeth Sweerts (1583-…) |        |        |        |        |  |  |  |  | Jan                  | Jan                  | Jan                  | Jan                  | Jan                  | Jan                  |  |  |
|                          |                          |                          |                          | Paulus Aertsz (1586/87-1655) | Paulus Aertsz (1586/87-1655) | Paulus Aertsz (1586/87-1655) | Paulus Aertsz (1586/87-1655) | Paulus Aertsz (1586/87-1655) | Paulus Aertsz (1586/87-1655) |                       |                       | Elisabeth Sweerts (1583-…) | Elisabeth Sweerts (1583-…) | Elisabeth Sweerts (1583-…) | Elisabeth Sweerts (1583-…) | Elisabeth Sweerts (1583-…) | Elisabeth Sweerts (1583-…) |        |        |        |        |  |  |  |  | Jan                  | Jan                  | Jan                  | Jan                  | Jan                  | Jan                  |  |  |
|                          |                          |                          |                          |                              |                              |                              |                              |                              |                              |                       |                       |                            |                            |                            |                            |                            |                            |        |        |        |        |  |  |  |  |                      |                      |                      |                      |                      |                      |  |  |
|                          |                          |                          |                          |                              |                              |                              |                              |                              |                              |                       |                       |                            |                            |                            |                            |                            |                            |        |        |        |        |  |  |  |  |                      |                      |                      |                      |                      |                      |  |  |
| Nicolaas (1613-ca. 1672) | Nicolaas (1613-ca. 1672) | Nicolaas (1613-ca. 1672) | Nicolaas (1613-ca. 1672) | Nicolaas (1613-ca. 1672)     | Nicolaas (1613-ca. 1672)     |                              |                              | Hester (1621-…)              | Hester (1621-…)              | Hester (1621-…)       | Hester (1621-…)       | Hester (1621-…)            | Hester (1621-…)            |                            |                            | Maria?                     | Maria?                     | Maria? | Maria? | Maria? | Maria? |  |  |  |  | Johannes (1618-1681) | Johannes (1618-1681) | Johannes (1618-1681) | Johannes (1618-1681) | Johannes (1618-1681) | Johannes (1618-1681) |  |  |

## Leven en werk
Paulus Aertsz werd geboren in Noord-Brabant in 1586 of 1587 als zoon van Aert Claesz en Hester van der Stegen. Zijn opleiding in het boekenvak genoot hij in Dordrecht waar hij werkte als letterzetter, om vervolgens in of vóór 1610 een eigen drukkerij in Amsterdam op te zetten. Daar trouwde hij op 19 mei 1608 met Elisabeth Sweerts. Vanaf 1616 was zijn bedrijf gevestigd in de oude Meelhal op de hoek van de Anthoniebreestraat, aan de Nieuwmarkt (destijds Oostermarkt). 
Hij was een van de grotere drukkers van de Gouden Eeuw en werkte samen met vele uitgevers, maar ook met instellingen en particulieren zoals de Portugees-Israëlitische gemeente in Amsterdam en Uriël da Costa in hun strijd over de onsterfelijkheid van de ziel. Zijn specialisatie vormden bijbels, psalmen en catechismussen. Om die reden kreeg hij op 1 juli 1635 de opdracht de Statenbijbel te drukken in Leiden, waar hij een nieuwe werkplaats inrichtte. Zijn drukkerij in Amsterdam werd overgenomen door zijn zoon Nicolaas. Omstreeks 1646 keerde hij weer terug naar Amsterdam, waar hij zijn werkzaamheden voortzette.
Na zijn dood in 1655 volgde zijn weduwe Elisabeth hem op, bijgestaan door haar dochters Hester en Maria (?) en haar neef Hieronymus Sweerts. Haar zoon Nicolaas had inmiddels een eigen zaak. Ook Elisabeth drukte kerkgoed, geheel in de lijn van haar man. Toen zij overleed in 1662 ging het bedrijf verder onder de naam ‘erfgenamen wijlen Paulus van Ravesteyn’, aanvankelijk in de Zandstraat en later op het Rokin. De laatste werken die zijn overgeleverd van deze familie dateren van 1670.

## Een selectie van belangrijke drukken
- Biblia dat is, De gantsche heylighe Schrift. Amsterdam, te koop bij Cornelis Lodewijcksz vander Plasse en Jan Evertsz Cloppenburgh, gedrukt door Paulus Aertsz van Ravesteyn, 1614. (Deux Aes vertaling, met de psalmberijming van Petrus Dathenus)[1]
- Hendrik Laurensz Spiegel, Hart-spieghel. Amsterdam, voor Cornelis Dirckxz (I) Cool, gedrukt door Paulus Aertsz van Ravesteyn, 1614.[2]
- Gerard ter Brugghen, Verlichtery kunst-boeck inde welke de rechte fondamenten, ende het volcomen gebruyck der illuminatie met alle hare eygenschappen klaerlijcken werden voor oogen gestelt. Amsterdam, Herman Allertsz Koster, gedrukt door Paulus Aertsz van Ravesteyn, 1616.[3]
- Hippocrates, Van die wonden int hooft. Amsterdam, gedrukt door Paulus Aertsz van Ravesteyn, 1616.[4]
- Anicius Manlius Severinus Boethius, Vande vertroosting der wijsheijd. Vertaald uit het Latijn door Dirck Volckertszoon Coornhert. Amsterdam, voor Pieter Jacobsz Paets, gedrukt door Paulus Aertsz van Ravesteyn, 1616.[5]
- Abraham de Koning, 'tSpel van sinne, vertoont op de tweede lotery van d'Arme oude mannen ende vrouwen gast-huys. Amsterdam, gedrukt door Paulus Aertsz van Ravesteyn voor Abraham de Koning, 1616.[6]
- Abraham Cabeliau, Reken-konst vande groote see-vaert. Amsterdam, gedrukt door Paulus Aertsz van Ravesteyn, 1617.[7]
- Karel van Mander, Het leven der ovde antycke doorluchtighe schilders. Amsterdam, voor Jacob Pietersz Wachter, gedrukt door Paulus Aertsz van Ravesteyn, 1617.[8]
- Theodoor Rodenburgh, Eglentiers poëtens borst-weringh. Amsterdam, gedrukt door Paulus Aertsz van Ravesteyn voor Jan Evertsz (II) Cloppenburgh, 1619.[9]
- Gerbrand Adriaensz Bredero, Moortje. Amsterdam, voor Cornelis Lodewijcksz vander Plasse, gedrukt door Paulus Aertsz van Ravesteyn, 1620.[10]
- Johan van Heemskerk, Pvb. Ovidii Nasonis Minne-kvnst, gepast op d'Amsterdamsche vryagien. Amsterdam, voor Dirck Pietersz Voscuyl, gedrukt door Paulus Aertsz van Ravesteyn, 1622.[11]
- Matthijs van Velden, Amsterdamsche Pegasvs, waer in (uyt lust) by een vergadert zijn, veel minnelijcke liedekens. Amsterdam, voor Cornelis Willemsz Blaeu-laken, gedrukt door Paulus Aertsz van Ravesteyn, 1627.[12]
- Jacob Böhme, Een hand-boecxken, sijnde een welriekende bloeme, voor alle menschen die in de hoope (vande toecomende eeuwige vreugde) sijn levende. Amsterdam, Paulus Aertsz van Ravesteyn, 1634-1635.[13]
- Biblia, dat is: De gantsche H. Schrifture. Leiden, gedrukt door Paulus Aertsz van Ravesteyn, [’s-Gravenhage], voor de weduwe en erfgenamen van Hillebrant Jacobsz van Wouw, [1637]. (Statenvertaling)[14]
- Biblia, dat is: De gantsche H. Schrifture. Amsterdam, gedrukt door de erfgenamen van Paulus Aertsz van Ravesteyn, 1664.[15] (Statenvertaling)